# Ptiloglossa hemileuca
Ptiloglossa hemileuca là một loài Hymenoptera trong họ Colletidae. Loài này được Moure mô tả khoa học năm 1944.